# Nowaje Zabałaccie
Nowaje Zabałaccie (biał. Новае Забалацце; ros. Новое Заболотье, Nowoje Zabołotje) – wieś na Białorusi, w obwodzie brzeskim, w rejonie małoryckim, w sielsowiecie Łukowo.